# Manastir Lokova
Manastir Lokova är en ort i Grekland.   Den ligger i prefekturen Nomós Pierías och regionen Mellersta Makedonien, i den norra delen av landet, 270 km norr om huvudstaden Aten. Manastir Lokova ligger 389 meter över havet och antalet invånare är 333.
Terrängen runt Manastir Lokova är kuperad åt nordost, men åt sydväst är den bergig. Runt Manastir Lokova är det ganska glesbefolkat, med 34 invånare per kvadratkilometer. Närmaste större samhälle är Kateríni, 17,7 km nordost om Manastir Lokova. I omgivningarna runt Manastir Lokova växer i huvudsak blandskog.